# Mellersta Böle
Mellersta Böle (finska: Keski-Pasila) är en del av Böle distrikt i Helsingfors stad. Det är det röda området på kartan.
Mellersta Böle har varit helt till för järnvägarnas användning sedan Stambanan öppnade år 1862. Böle station ligger i Mellersta Böle sedan 1891, då under namnet Fredriksberg, som den hette under sina hundra första år. I den skyddade byggnaden Toralinna har det bott järnvägsarbetare i över hundra år och det finns också andra järnvägsrelaterade byggnader på Böle bangård, nedanför Böle station. 
Efter slutförandet av Nordsjö hamn 2008 flyttades godstrafiken bort från Mellersta Böle. Mycket av bangården har lämnats för andra användningsområden och nästan 200 meter höga tornbyggnader har avsatts för bostadsbruk och affärslokaler. Man planerar att bygga en tät och hög stadsdel för främst kontor, men också boende. Man planerar att Finlands första skyskrapor kommer finnas i Mellersta Böle.
Stadskvarteret i omedelbar närhet av järnvägsstationen kommer att slutföras 2023. Helsingfors stad och Senatfastigheter anordnade en tävling i två steg för utformningen av kvarteret, som slutfördes i september 2013. Tävlingen vanns av förslaget Tripla, ett förslag som utarbetades av det holländska arkitektskontoret för Metropolitan Architecture, arkitekterna Soini & Horton och byggföretaget YIT. Efter tävlingsfasen fortsatte YIT design med Architects Soini & Horton. Enligt planen byggdes kontor, ett shopping- och kongresscenter, lägenheter, hotell, en mångsidig arena och en terminal för kollektivtrafik i området.   Konkurrensprocessen har kritiserats för sin brist på öppenhet. 
Helsingfors stadsfullmäktige godkände stadsplanen för Tripla-projektet i januari 2015. Detaljplanens överklagandeperiod löpte ut måndagen den 2 mars 2015. Inga överklaganden mottogs och detaljplanen blev slutgiltig fredagen den 6 mars 2015. Mall of Tripla och den renoverade järnvägsstationen i Böle öppnades den 17 oktober 2019. Köpcentret Mall of Tripla är Finlands största köpcentrum. Det är dessutom ett av Nordens största köpcentrum.

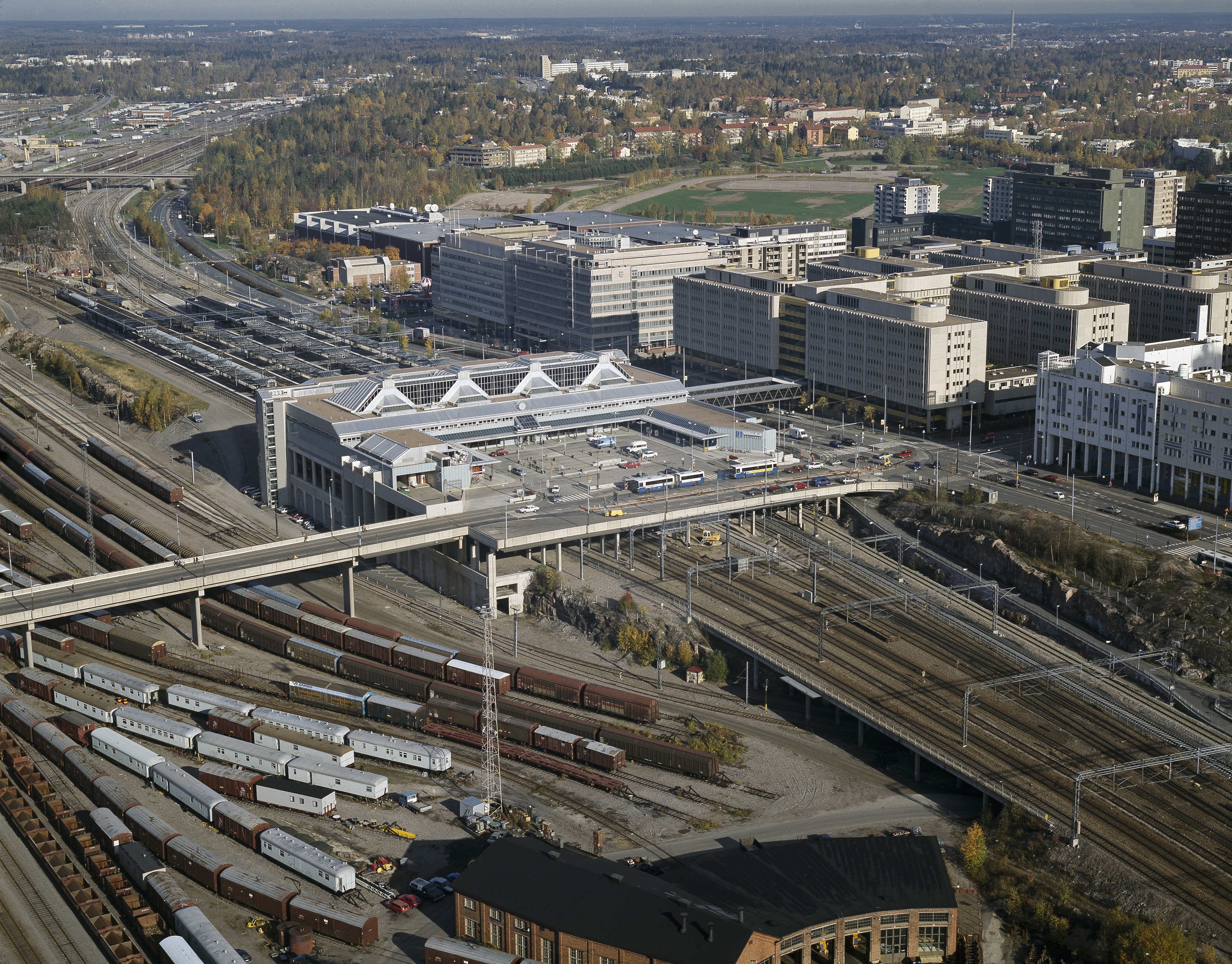
Böle bangård och järnvägsstation (1995)
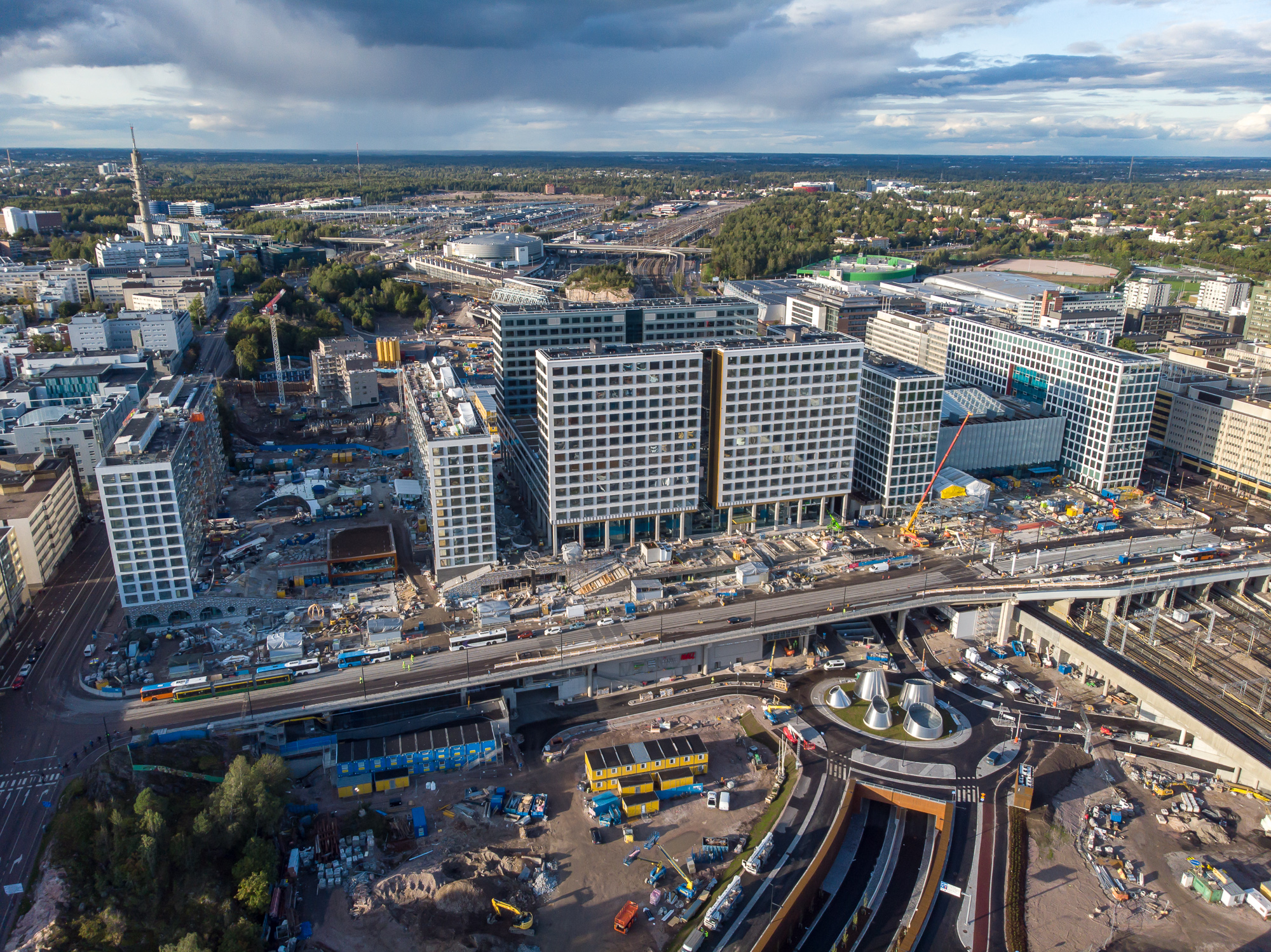
Köpcentrumet Tripla (2019)
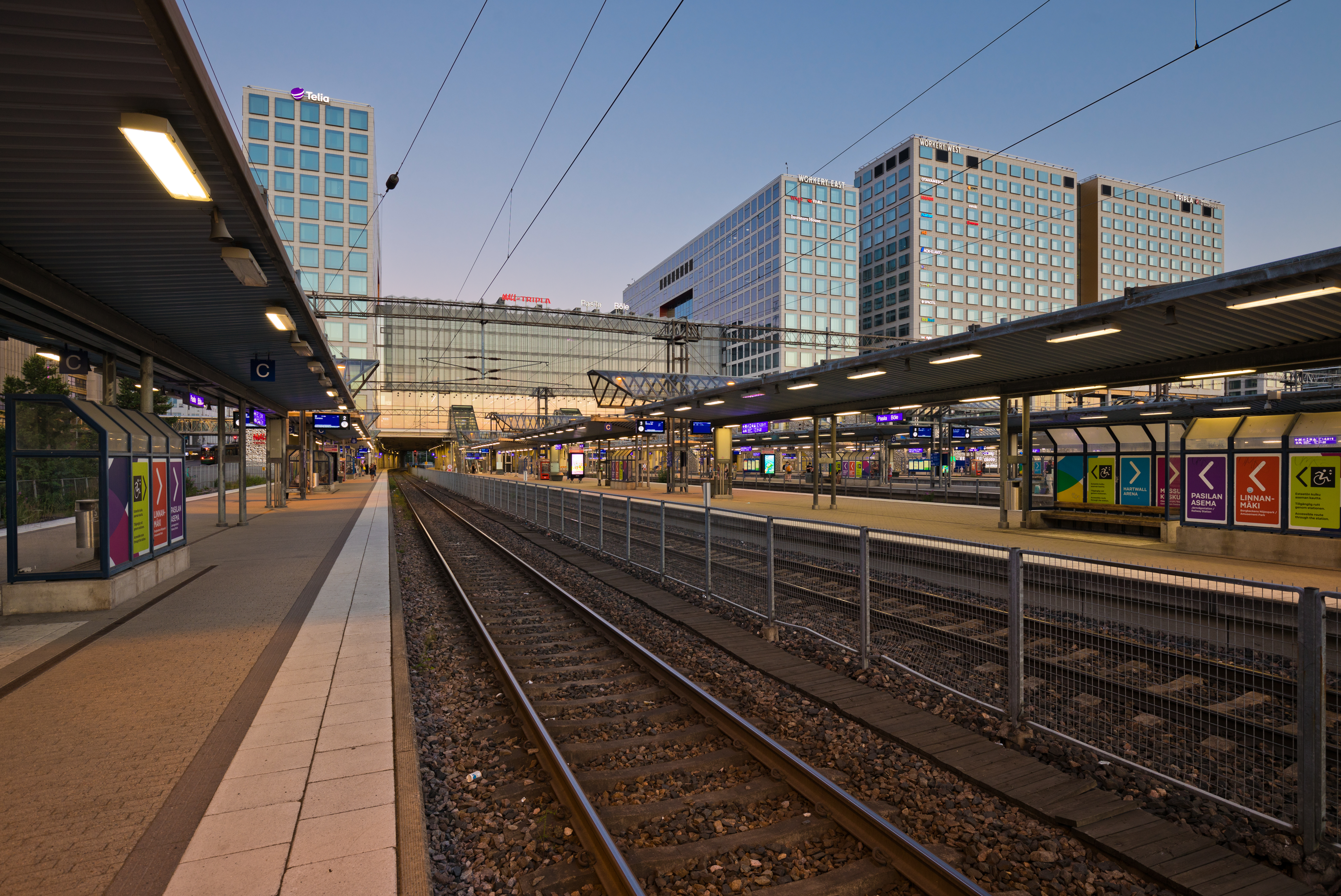
Böle station (2021)
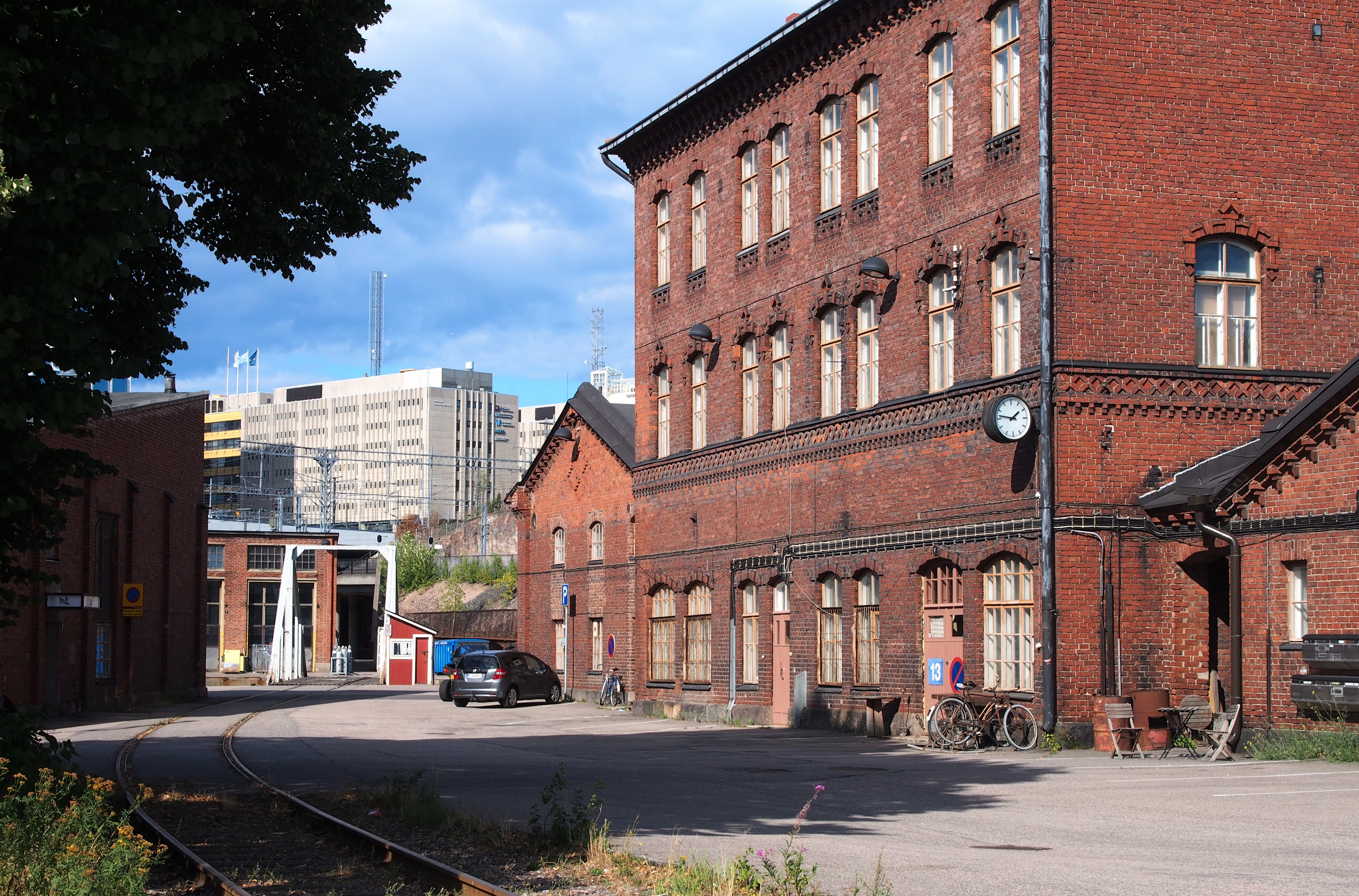
Böle lokstall (2021)
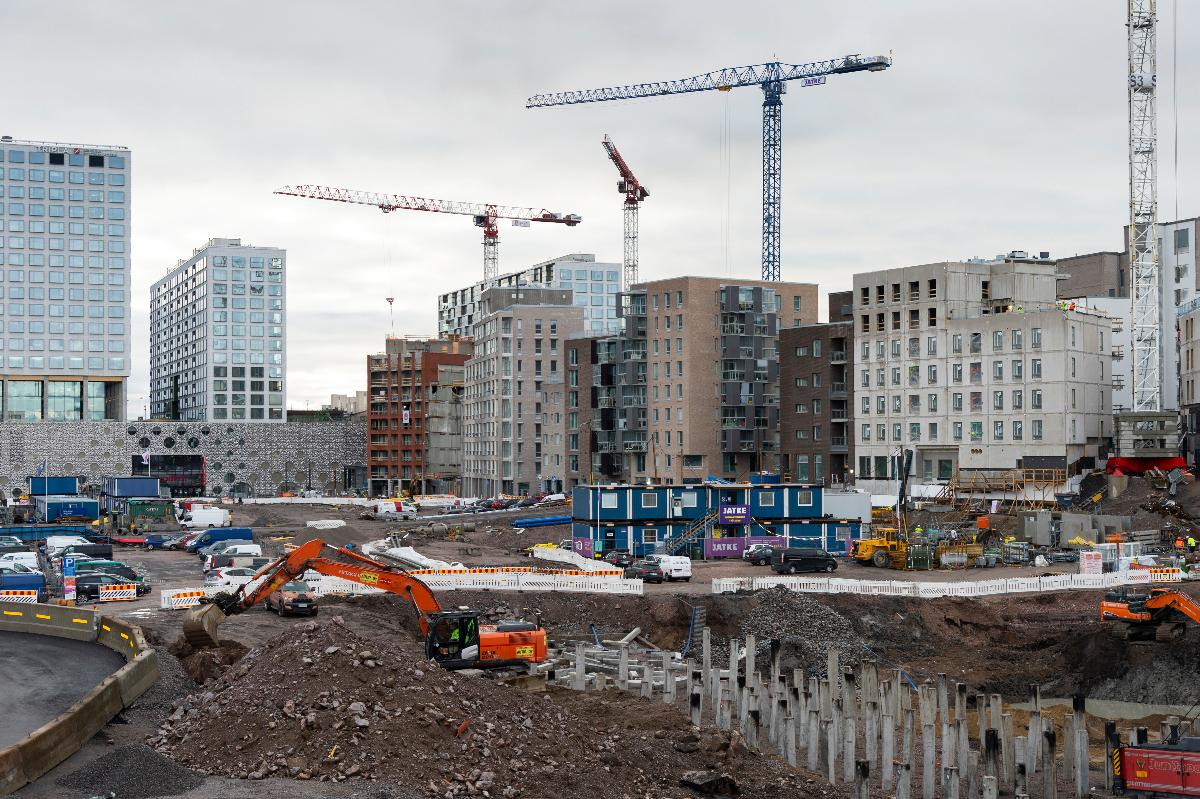
Byggnadskonstruktion (2021)